# Élections législatives gagaouzes de 2008
Des élections législatives ont lieu les 16 et 30 mars 2008 pour élire les 35 membres de l'Assemblée populaire de Gagaouzie, région autonome de la république de Moldavie. Elles aboutissent à un parlement sans majorité, le parti communiste et ses alliés perdant la majorité absolue.

## Système électoral
L'assemblée populaire de Gagaouzie (Gagauzia Halk Toplusu) est le parlement monocaméral de la région autonome de Gagaouzie en Moldavie. Elle est composée de 35 membres élus pour quatre ans au scrutin uninominal majoritaire à deux tours dans autant de circonscriptions. Les partis régionaux étant interdits depuis la fin des années 90 au profit des seuls partis nationaux moldaves, l'assemblée de Gagagouzie est depuis marquée par la forte présence de candidats officiellement membres de mouvement civiques non officiels.

## Candidatures
155 candidats se présentent aux élections dont 77 indépendants et 78 membres d'un parti politique.

### Conditions
Sont éligibles les Gagaouzes âgés de plus de 21 ans, résidant dans la circonscription où ils se présentent et n'ayant pas perdu leurs droits civiques.

## Résultats
La participation au premier tour s'élève à 60,5 %.
| Partis | Partis                              | Premier tour | Second tour | Total des sièges | +/-           |
| ------ | ----------------------------------- | ------------ | ----------- | ---------------- | ------------- |
|        | Indépendants                        | 12           | 9           | 21               | 4             |
|        | Parti des communistes (PCRM)        | 3            | 7           | 10               | 6             |
|        | Parti démocrate (PDM)               | 2            | 0           | 2                | 2             |
|        | Mouvement Républicain Égalité (MRR) | 1            | 1           | 2                | 1             |
|        | Parti des socialistes (PSRM)        | 0            | 0           | 0                | 1             |
|        |                                     |              |             |                  |               |
| Total  | Total                               | 18           | 17          | 35               | en stagnation |

## Analyse et conséquences
Avant les élections, le PCRM était en coalition avec des candidats indépendants, constituant un Bloc pour une Gagaouzie florissante dans une Moldavie rénovée (BFGRM) de 34 membres. 
En opposition, 21 candidats se sont déclarés membres du Mouvement pour une Gagaouzie Unie (UGM), comprenant le Mouvement Républicain "Ravnopravye" (MRR, russophones) et le Parti populaire républicain (PPR). De même, un autre groupe de candidats s'est réuni autour du maire de Comrat, Nicolai Dudoglo. Après le second tour, 3 candidats indépendants rejoignent le BFGRM, 6 l'UGM et 6 semblent proches de Dudoglo.
Au total, les élus se réunissent ainsi dans les coalitions suivantes :
- BFGRM — 13 élus;
- UGM — 8 élus;
- Candidats indépendants non affiliés — 6 élus;
- Candidats indépendants affiliés à Dudoglo — 6 élus;
- DPM — 2 élus.